# Dominique Massa
Dominique Massa est un compositeur, musicien et comédien français. 
Formé au Conservatoire de Coudekerque-Branche (classes de piano, clarinette et harmonie). Il crée et interprète des musiques pour le théâtre, la radio et le cinéma .

## Biographie
En 2000, il compose l'univers sonore Du courage de ma mère de George Tabori, mise en scène de Claude Yersin. Le spectacle reçoit le Prix Georges-Lerminier du Syndicat de la critique  qui récompense le « meilleur spectacle théâtral créé en province » .
En 2005, il participe au projet musical « Human ? » d'influences électro-baroque avec Gérard Lesne et Shazz pour le label Naïve. 
En 2009, il est à l'affiche du spectacle Je suis un Petit Pachyderme de Sexe Féminin mise en scène par Claude Guerre à la Maison de la Poésie . Il accompagne Odja Llorca au piano et au clavier qui reprend les textes de Colette Magny 
En 2019, il compose la musique originale du film documentaire français Histoire d'un regard réalisé par Mariana Otero qui retrace l'histoire de Gilles Caron disparu au Cambodge en avril 1970.

### Théâtre
- 1987:  Le Roi David  d’Arthur Honegger mise en scène d’Helene Vallier
- 1991:  Le bourgeois Gentilhomme  au Théâtre du Gymnase Marie-Bell mise en scène de Daniel Thuan
- 2000:  Le courage de ma mère  de George Tabori mise en scène Claude Yersin au Nouveau théâtre d'Angers et au Théâtre de l’Aquarium
- 2009:  Je suis un petit pachyderme de sexe féminin mise en scène Claude Guerre

### Filmographie
- 1993:  Le Pont de Normandie  réalisation Jean Luc Bruandet produit par Nausicaa Films
- 1995:  M comme Math  série d'émission écrite par Denis Guedj
- 1999:  Euroméditerranée  réalisation par Thierry Aguila produit par Nausicaa Films
- 2007:  Les Brumes du Manengouba réalisation Guillaume de Ginestel coproduction French Connection Films / RFO / STV (Cameroun)
- 2012: La Fugue réalisation Xavier Bonnin produit par GREC - Groupe de Recherches et d'Essais Cinématographiques [6]
- 2014: Sacrées Caractères web-série crée par Thomas Sipp, Serge Elissalde et Mariannick Bellot pour France Culture
- 2019 : Histoire d’un regard réalisation Mariana Otero
- 2023 : Sur l’Adamant réalisation Nicolas Philibert

### Discographie
- 2001:  Ballades de printemps  (Origin)
- 2001:  Le désert d’Aladin (Origin)
- 2002:  Musique pour le Bureau  (Feng Shui Zen media)
- 2005:  Human ?  album co-écrit avec Gérard Lesne et Shazz (Naïve)